# Vic Fuentes
 (avril 2016).
Victor Vincent Fuentes, dit Vic Fuentes, (né le 10 février 1983 à San Diego) est le chanteur principal, compositeur et guitariste du groupe de screamo Pierce the Veil. Il joue également du clavier. Son frère, Mike, joue également dans le groupe comme batteur. Les frères Fuentes sont d'origine mexicaine ainsi qu'irlandaise et ont tous deux étudié au Mission Bay High School.

## Biographie
Vic Fuentes est né le 10 février 1983, à San Diego (Californie), de ses deux parents Vivian K. Fuentes et Victor Gamboa Fuentes, un ancien musicien de jazz mexicain qui travaille aujourd'hui comme peintre. Il a un petit-frère, Mike Fuentes qui est également le batteur du groupe, deux demi-frères et une demi-sœur. Nick Martin, qui joue actuellement dans le groupe de rock Sleeping With Sirens, et lui sont cousins.
Vic apprit à jouer de la guitare dès l'âge de sept ans. À la suite de l'obtention de son diplôme à Mission Bay High School, il commença des études de graphisme à San Diego State University. Il les quitta dès que son ancien groupe Before Today eut signé avec Equal Vison Record. Il écrit la chanson A Match Into Water pour leur troisième album Collide With The Sky pour son ancienne petite amie souffrant d'un cancer du sein. 
Il est en couple avec Danielle Perry, qui était le modèle de couverture de l'album Black Market réalisé par Rise Against.
Il est ami avec Curtis Peoples, qui est le co-auteur de King For A Day. Ils jouaient ensemble dans un groupe nommé 3 Simple Words quand ils étaient au lycée.
Toujours avec son frère, il a fait partie du supergroupe, Isles & Glaciers, avec Jonny Craig (Emarosa, Dance Gavin Dance), Craig Owens (Chiodos, D.R.U.G.S.), Brian Southall, Nick Martin (Sleeping With Sirens) and Matt Goddard (Chiodos) qui ne durera que de 2008 à 2010.

### Invité
Il est aussi apparu en tant qu'invité sur plusieurs titres d'autres groupes : 
| Année | Titre                                                            | Album                         | Artiste          |
| ----- | ---------------------------------------------------------------- | ----------------------------- | ---------------- |
| 2007  | "Higher Than Kites" (feat. Vic Fuentes)                          | Demo                          | Lower Definition |
| 2009  | "Aviation" (feat. Vic Fuentes)                                   | The City, the Circus EP       | Misdelphia       |
| 2010  | "Love Is a Cat from Hell" (feat. Vic Fuentes)                    | Illuminaudio                  | Chiodos          |
| 2012  | "Somebody That I Used to Know (Gotye Cover)" (feat. Vic Fuentes) | Punk Goes Pop 5               | Mayday Parade    |
| 2013  | "A Love Like War" (feat. Vic Fuentes)                            | Don't Panic                   | All Time Low     |
| 2014  | "Starving for Friends" (feat. Vic Fuentes)                       | Through Art We Are All Equals | Slaves           |
| 2014  | "Sad News in a Quiet Room" (feat. Vic Fuentes)                   | Wandermere EP                 | Keyes            |